# Älzjan Zjarmuchamedov
Älzjan Müsirbekuly Zjarmuchamedov (kazakiska: Әлжан Мүсірбекұлы Жармұхамедов, ryska: Алжан Мусурбекович Жармухамедов: Alzjan Musurbekovitj Zjarmuchamedov), född 2 oktober 1944 i Bostandyk i dåvarande Kazakiska SSR (i nuvarande Kazakhstan), död 3 december 2022 i Moskva, var en sovjetisk basketspelare som tog OS-guld 1972 i München och OS-brons 1976 i Montréal. Vid tre tillfällen, 1967, 1971 och 1979, blev han europeisk mästare i basket.